# Trait pour trait: dessine et tais-toi !
Trait pour trait: dessine et tais-toi !  (かくかくしかじか, Kakukaku shikajika) est un josei manga de Akiko Higashimura, prépublié dans le magazine Cocohana entre le numéro de janvier 2012 (vendu en novembre 2011) et mars 2015, et publié par l'éditeur Shūeisha en cinq volumes reliés sortis entre juillet 2012 et mars 2015. La version française est publiée en cinq volumes sortis entre 2020 et 2021 par Akata. 

## Liste des volumes
| no | Japonais        | Japonais          | Français         | Français          |
| no | Date de sortie  | ISBN              | Date de sortie   | ISBN              |
| -- | --------------- | ----------------- | ---------------- | ----------------- |
| 1  | 25 juillet 2012 | 978-4-08-782457-5 | 27 août 2020     | 978-2-36-974791-8 |
| 2  | 24 mai 2013     | 978-4-08-782653-1 | 14 janvier 2021  | 978-2-36974-792-5 |
| 3  | 24 janvier 2014 | 978-4-08-782746-0 | 25 mars 2021     | 978-2-36974-793-2 |
| 4  | 25 juillet 2014 | 978-4-08-782797-2 | 12 août 2021     | 978-2-38-212049-1 |
| 5  | 25 mars 2015    | 978-4-08-792004-8 | 25 novembre 2021 | 978-2-38-212517-5 |

## Distinctions
Le manga finit 5e du classement Kono Manga ga Sugoi! 2013 et 2014 du lectorat féminin et 7e du classement 2015,,. Il est également classé 4e du Natalie Grand Prize.
En 2015, la série remporte le Grand prix du Manga Taishō, décerné principalement par des libraires japonais,, et le Grand Prix du Japan Media Arts Festival dans la catégorie « manga ».